# Бетлегем (Нью-Гемпшир)
Бетлегем (англ. Bethlehem) — місто (англ. town) в США, в окрузі Ґрафтон штату Нью-Гемпшир. Населення — 2484 особи (2020).

## Демографія
Згідно з переписом 2010 року, у місті мешкало 2526 осіб у 1103 домогосподарствах у складі 698 родин. Було 1517 помешкань
Расовий склад населення:
| - 97,2 % — білих - 0,6 % — азіатів - 0,5 % — корінних американців - 0,1 % — чорних або афроамериканців |

До двох чи більше рас належало 1,3 %. Частка іспаномовних становила 1,7 % від усіх жителів.
За віковим діапазоном населення розподілялося таким чином: 20,9 % — особи молодші 18 років, 65,7 % — особи у віці 18—64 років, 13,4 % — особи у віці 65 років та старші. Медіана віку мешканця становила 45,5 року. На 100 осіб жіночої статі у місті припадало 102,6 чоловіків;  на 100 жінок у віці від 18 років та старших — 102,1 чоловіків також старших 18 років.
Середній дохід на одне домашнє господарство  становив 68 050 доларів США (медіана — 54 500), а середній дохід на одну сім'ю — 86 944 долари (медіана — 67 604). Медіана доходів становила 46 389 доларів для чоловіків та 39 115 доларів для жінок. За межею бідності перебувало 12,3 % осіб, у тому числі 14,0 % дітей у віці до 18 років та 3,5 % осіб у віці 65 років та старших.
Цивільне працевлаштоване населення становило 1309 осіб. Основні галузі зайнятості: освіта, охорона здоров'я та соціальна допомога — 26,9 %, роздрібна торгівля — 17,5 %, мистецтво, розваги та відпочинок — 11,2 %, виробництво — 10,5 %.